# Sheer Heart Attack Tour
Sheer Heart Attack Tourは、イギリスのロックバンド、クイーンが1974年から1975年にかけてに行った、アルバム『シアー・ハート・アタック』リリースに伴うコンサート・ツアー。
このツアーの1974年11月19日・20日のロンドン公演の映像は『ライヴ・アット・ザ・レインボー‘74』としてリリースされている。また、1975年5月1日の東京公演の映像の一部は『オデオン座の夜〜ハマースミス1975』にボーナス映像として収録されている。

## セットリスト
これは1975年4月19日に日本の東京で行われたライブのセットリストであり、ツアー期間中の全てのセットリストを表すものではない。
1. プロセッション
2. ナウ・アイム・ヒア
3. オウガ・バトル
4. 父より子へ
5. ホワイト・クイーン
6. フリック・オブ・ザ・リスト
7. ドゥーイング・オール・ライト
8. 神々の業
9. キラー・クイーン
10. マーチ・オブ・ザ・ブラック・クイーン
11. リロイ・ブラウン
12. サン・アンド・ドーター
13. 炎のロックンロール
14. 輝ける7つの海
15. ストーン・コールド・クレイジー（英語版）
16. ライアー
17. 神々の業 (リヴィジテッド)
アンコール
18. ビッグ・スペンダー（英語版）
19. モダン・タイムズ・ロックンロール
20. 監獄ロック
アンコール
21. シー・ホワット・ア・フール・アイヴ・ビーン
22. ゴッド・セイヴ・ザ・クイーン

### 上記以外に演奏された曲
- グレイト・キング・ラット[3]
- ハングマン[4]

## ツアー日程
| 日付           | 都市             | 国             | 会場                                               |
| ヨーロッパ     | ヨーロッパ       | ヨーロッパ     | ヨーロッパ                                         |
| -------------- | ---------------- | -------------- | -------------------------------------------------- |
| 1974年10月30日 | マンチェスター   | イングランド   | パレス・シアター                                   |
| 1974年3月31日  | ハンリー         | イングランド   | ヴィクトリア・ホール                               |
| 1974年11月1日  | リヴァプール     | イングランド   | リヴァプール・エンパイア・シアター                 |
| 1974年11月2日  | リーズ           | イングランド   | リーズ大学                                         |
| 1974年11月3日  | コヴェントリー   | イングランド   | コヴェントリー・シアター                           |
| 1974年11月5日  | シェフィールド   | イングランド   | シェフィールド市庁舎                               |
| 1974年11月6日  | ブラッドフォード | イングランド   | セント・ジョージ・ホール                           |
| 1974年11月7日  | ニューカッスル   | イングランド   | ニューカッスル市庁舎                               |
| 1974年11月8日  | グラスゴー       | スコットランド | アポロ                                             |
| 1974年11月9日  | ランカスター     | イングランド   | ランカスター大学                                   |
| 1974年11月10日 | プレストン       | イングランド   | プレストン・ギルド・ホール                         |
| 1974年11月12日 | ブリストル       | イングランド   | コルストン・ホール                                 |
| 1974年11月13日 | ボーンマス       | イングランド   | ボーンマス・ウィンター・ガーデンズ                 |
| 1974年11月14日 | サウサンプトン   | イングランド   | ゴーモント・シアター                               |
| 1974年11月15日 | スウォンジー     | ウェールズ     | ブラングィン・ホール                               |
| 1974年11月16日 | バーミンガム     | イングランド   | バーミンガム市庁舎                                 |
| 1974年11月18日 | オックスフォード | イングランド   | ニュー・シアター・オックスフォード                 |
| 1974年11月19日 | ロンドン         | イングランド   | レインボー・シアター                               |
| 1974年11月20日 | ロンドン         | イングランド   | レインボー・シアター                               |
| 1974年11月23日 | ヨーテボリ       | スウェーデン   | ヨーテボリ・コンサート・ホール                     |
| 1974年11月25日 | ヘルシンキ       | フィンランド   | 文化の家                                           |
| 1974年11月27日 | ルンド           | スウェーデン   | オリムペン                                         |
| 1974年12月2日  | ミュンヘン       | 西ドイツ       | ミュンヘン民衆劇場                                 |
| 1974年12月4日  | フランクフルト   | 西ドイツ       | パルメンガルテン・フランクフルト                   |
| 1974年12月5日  | ハンブルク       | 西ドイツ       | ムジークハレ                                       |
| 1974年12月6日  | ケルン           | 西ドイツ       | Sartory-Säle                                       |
| 1974年12月8日  | デン・ハーグ     | オランダ       | 世界フォーラム会議場                               |
| 1974年12月10日 | ブリュッセル     | ベルギー       | テアトル140                                        |
| 1974年12月3日  | バルセロナ       | スペイン       | バルセロナ・スポーツパレス                         |
| 北米           |                  |                |                                                    |
| 1975年2月5日   | コロンバス       | アメリカ合衆国 | アゴラ・ボールルーム                               |
| 1975年2月7日   | デイトン         | アメリカ合衆国 | パレス・シアター                                   |
| 1975年2月8日   | クリーブランド   | アメリカ合衆国 | ミュージック・ホール                               |
| 1975年2月9日   | サウスベンド     | アメリカ合衆国 | モリス・シビック・オーディトリアム                 |
| 1975年2月10日  | デトロイト       | アメリカ合衆国 | フォード・オーディトリアム                         |
| 1975年2月11日  | トレド           | アメリカ合衆国 | トレド大学                                         |
| 1975年2月14日  | ウォーターベリー | アメリカ合衆国 | パレス・シアター                                   |
| 1975年2月15日  | ボストン         | アメリカ合衆国 | オルフェウム劇場                                   |
| 1975年2月16日  | ニューヨーク     | アメリカ合衆国 | エイヴリー・フィッシャー・ホール                   |
| 1975年2月17日  | トレントン       | アメリカ合衆国 | トレントン戦争記念館                               |
| 1975年2月19日  | ルイストン       | アメリカ合衆国 | ルイストン・アーモリー                             |
| 1975年2月21日  | パセーイク       | アメリカ合衆国 | キャピタル・センター                               |
| 1975年2月22日  | ハリスバーグ     | アメリカ合衆国 | ステート・ファーム・ショー・アリーナ               |
| 1975年2月23日  | フィラデルフィア | アメリカ合衆国 | アーランガー・シアター                             |
| 1975年2月24日  | ワシントンD.C.   | アメリカ合衆国 | ジョン・F・ケネディ・センター                      |
| 1975年3月5日   | ラクロス         | アメリカ合衆国 | ソーヤー・オーディトリアム                         |
| 1975年3月6日   | マディソン       | アメリカ合衆国 | デーン・カウンティ・コロシアム                     |
| 1975年3月7日   | ミルウォーキー   | アメリカ合衆国 | アップタウン・シアター                             |
| 1975年3月8日   | シカゴ           | アメリカ合衆国 | アラゴン・ボールルーム                             |
| 1975年3月9日   | セントルイス     | アメリカ合衆国 | キール・オーディトリアム                           |
| 1975年3月10日  | フォートウェイン | アメリカ合衆国 | アレン・カウンティ・ウォー・メモリアル・コロシアム |
| 1975年3月12日  | アトランタ       | アメリカ合衆国 | アトランタ・オーディトリアム                       |
| 1975年3月13日  | チャールストン   | アメリカ合衆国 | チャールストン・コロシアム                         |
| 1975年3月17日  | マイアミ         | アメリカ合衆国 | マイアミ・マリン・スタジアム                       |
| 1975年3月18日  | シャルメット     | アメリカ合衆国 | セントバーナード・シビック・オーディトリアム       |
| 1975年3月20日  | サンアントニオ   | アメリカ合衆国 | サンアントニオ・オーディトリアム                   |
| 1975年3月21日  | ヒューストン     | アメリカ合衆国 | ヒューストン・ミュージック・ホール                 |
| 1975年3月22日  | ダラス           | アメリカ合衆国 | マクファーリン・メモリアル・オーディトリアム       |
| 1975年3月23日  | ダラス           | アメリカ合衆国 | マクファーリン・メモリアル・オーディトリアム       |
| 1975年3月25日  | タルサ           | アメリカ合衆国 | タルサ・シアター                                   |
| 1975年3月29日  | サンタモニカ     | アメリカ合衆国 | サンタモニカ・シビック・オーディトリアム           |
| 1975年3月30日  | サンフランシスコ | アメリカ合衆国 | ウィンターランド・ボールルーム                     |
| 1975年4月2日   | エドモントン     | カナダ         | キンズメン・フィールド・ハウス                     |
| 1975年4月3日   | カルガリー       | カナダ         | スタンピード・コラル                               |
| 1975年4月6日   | シアトル         | アメリカ合衆国 | パラマウント・ノースウエスト・シアター             |
| アジア         |                  |                |                                                    |
| 1975年4月19日  | 東京             | 日本           | 日本武道館                                         |
| 1975年4月22日  | 名古屋           | 日本           | 愛知県体育館                                       |
| 1975年4月23日  | 神戸             | 日本           | 神戸国際会館                                       |
| 1975年4月25日  | 福岡             | 日本           | 九電記念体育館                                     |
| 1975年4月28日  | 岡山             | 日本           | 岡山県体育館                                       |
| 1975年4月29日  | 掛川             | 日本           | ヤマハリゾートつま恋                               |
| 1975年4月30日  | 横浜             | 日本           | 横浜文化体育館                                     |
| 1975年5月1日   | 東京             | 日本           | 日本武道館                                         |

### 中止、または日程・会場が変更された公演
| 1974年11月28日 | コペンハーゲン         | チボリ公園                                 | 中止                                         |
| 1979年11月29日 | オスロ                 | シャトーヌフ                               | 中止                                         |
| 1974年12月4日  | フランクフルト         | ヤールフンデルトハレ                       | 会場をパルメンガルテン・フランクフルトに変更 |
| 1974年12月7日  | ジンゲン               | シェッフェルハレ                           | 中止                                         |
| 1974年12月10日 | ブリュッセル           | アンシエンヌ・ベルジック                   | 会場をテアトル140に変更                      |
| 1976年2月6日   | シンシナティ           | リフレクションズ                           | 中止                                         |
| 1975年2月25日  | ピッツバーグ           | スタンレー・シアター                       | 中止                                         |
| 1975年2月26日  | カッツタウン           | クッツタウン大学                           | 中止                                         |
| 1975年2月27日  | バッファロー           | クラインハンス・ミュージック・ホール       | 中止                                         |
| 1975年2月28日  | トロント               | マッセイ・ホール                           | 中止                                         |
| 1975年3月1日   | キッチナー             | キッチナー・メモリアル・オーディトリアム   | 中止                                         |
| 1975年3月2日   | ロンドン               | ロンドン・ガーデンズ                       | 中止                                         |
| 1975年3月4日   | ダベンポート           | RKO・オルフェウム・シアター                | 中止                                         |
| 1975年3月14日  | セントピーターズバーグ | サンシャイン・スピードウェイ               | 中止                                         |
| 1975年3月15日  | マイアミ               | マイアミ・マリン・スタジアム               | 日付を3月17日へ変更                          |
| 1975年3月16日  | ウィンターヘイブン     | ショーケース・オブ・シトラス               | 中止                                         |
| 1975年3月22日  | オースティン           | アルマジロ世界本部                         | 中止                                         |
| 1975年3月26日  | カンザスシティ         | ミュニシパル・オーディトリアム             | 中止                                         |
| 1975年3月28日  | サンディエゴ           | サンディエゴ州立大学                       | 中止                                         |
| 1975年4月5日   | バンクーバー           | オルフェウム劇場                           | 中止                                         |
| 1975年4月7日   | ポートランド           | パラマウント・シアター                     | 中止                                         |
| 1975年4月12日  | フィラデルフィア       | スペクトラム                               | 中止                                         |
| 1975年4月13日  | ニューヨーク           | フェルト・フォーラム                       | 中止                                         |
| 1975年4月21日  | 静岡                   | 駿府会館                                   | 中止                                         |
| 1975年8月12日  | ランドーバー           | キャピタル・センター                       | 中止                                         |
| 1975年8月15日  | ハートフォード         | ハートフォード・シビック・センター         | 中止                                         |
| 1975年8月16日  | ボストン               | ボストン・ガーデン                         | 中止                                         |
| 1975年8月17日  | プロビデンス           | プロビデンス・シビック・センター           | 中止                                         |
| 1975年8月19日  | ヘンリエッタ           | ドーム・アリーナ                           | 中止                                         |
| 1975年8月20日  | バッファロー           | バッファロー・メモリアル・オーディトリアム | 中止                                         |
| 1975年8月21日  | デトロイト             | コボ・アリーナ                             | 中止                                         |
| 1975年8月22日  | シンシナティ           | シンシナティ・ガーデンズ                   | 中止                                         |
| 1975年8月23日  | リッチフィールド       | リッチフィールド・コロシアム               | 中止                                         |
| 1975年8月24日  | トレド                 | トレド・スポーツ・アリーナ                 | 中止                                         |
| 1975年8月26日  | ピッツバーグ           | シリア・モスク                             | 中止                                         |
| 1975年8月27日  | サギノー               | サギノー・カウンティ・イベント・センター   | 中止                                         |
| 1975年8月28日  | カラマズー             | ウィングス・スタジアム                     | 中止                                         |
| 1975年8月29日  | シカゴ                 | インターナショナル・アンフィットヒートレ   | 中止                                         |
| 1975年8月30日  | セントポール           | セントポール・オーディトリアム             | 中止                                         |
| 1975年8月31日  | ダルース               | ダルース・オーディトリアム                 | 中止                                         |